# 窪村
窪村（くぼむら）は、かつて富山県氷見郡にあった村。現在は氷見市中南部に位置する窪地区である。

## 地理
北東側は日本海に面し、「松田江の長浜」と呼ばれる遠浅の砂浜が広がり、松田江浜キャンプ場や氷見市海浜植物園などの施設がある。
国道160号や国道415号といった幹線道路が地区内を縦断し、郊外型店舗の進出も旺盛である。

## 沿革
- 1889年（明治22年）4月1日 - 町村制の施行により、射水郡窪村、園村、柳田村、窪新村及び柳田新村の区域をもって、射水郡窪村が発足する。
- 1896年（明治29年）3月29日 - 郡制の施行のため、射水郡の区域から分立して、氷見郡が発足により、氷見郡に所属となる。
- 1953年（昭和28年）11月1日 - 氷見市に編入する。

## 歴代村長
出典→
1. 陸田又五郎（1889年4月 - 1899年）
2. 陸田茂吉（1899年 - 1906年12月）
3. 陸田九左衛門（1907年1月 - 1916年1月）
4. 陸田捨一（1916年2月 - 1917年12月）
5. 屋鋪又平（1917年12月 - 1918年11月）
6. 陸田秀太郎（1918年12月 - 1926年12月）
7. 陸田茂吉（1926年12月 - 1930年5月）
8. 陸田九左衛門（1930年5月 - 1936年5月）
9. 野畑嘉作（1936年8月 - 1946年11月）
10. 中田半四郎（1947年4月 - 1951年4月）
11. 宮崎兵雄（1951年5月 - 1953年10月31日）